# Charles du Fresne du Cange
Pour les articles homonymes, voir du Fresne.
 (janvier 2025).
 (janvier 2025).
Si vous disposez d'ouvrages ou d'articles de référence ou si vous connaissez des sites web de qualité traitant du thème abordé ici, merci de compléter l'article en donnant les références utiles à sa vérifiabilité et en les liant à la section « Notes et références ».
Charles du Fresne, sieur du Cange ou Du Cange est un historien, grammairien et philologue français, principalement connu par son Glossaire latin, né le 18 décembre 1610 à Amiens et mort le 23 octobre 1688 à Paris.

## Biographie

### Famille et formation
Charles du Fresne est le fils de Louis du Fresne, écuyer, seigneur de Froideval, prévôt royal de Beauquesne, et de sa seconde épouse, Hélène de Rély. Il est issu de la famille du Fresne, établie à Amiens aux XVIe et XVIIe siècles, que certains disent être originaire de Montreuil et avoir été anoblie en 1356.
Il fit des études secondaires au collège des jésuites d’Amiens et poursuit son droit à la faculté d’Orléans.
En 1631, il est reçu avocat au barreau de Paris.

### Une vie de recherches
Après des débuts au barreau de Paris, il semblait appelé à figurer dans la profession d'avocat, mais c'est l'histoire qui le fît connaître. La vieillesse et l'infirmité de son père réclamaient sa présence, il quitta Paris pour retourner à Amiens, sa ville natale.
Après la mort de son père, il épouse le 19 juillet 1638 Catherine du Bos, fille de Philippe du Bos, écuyer, seigneur de Drancourt, trésorier de France à Amiens, et de Catherine Thierry.
Charles et Catherine auront de leur mariage six garçons et quatre filles, dont la descendance s'éteindra avant la Révolution.
Le 10 juin 1645, il achète à son beau-frère, le seigneur de Drancourt, un office de trésorier de France de la généralité d'Amiens, anoblissant au second degré, qui lui laisse assez de temps pour s’adonner à sa passion des recherches historiques, linguistiques et philologiques.
Exempt de toute ambition, Charles du Fresne ne travaillait pas à augmenter un patrimoine suffisant, disait-il[réf. nécessaire]. Il tenait bureau de consultation, et considérait comme bibliothèque ouverte à tous, son cabinet, ses livres, ses manuscrits. Il trouvait bon qu'un indiscret, pour obtenir mille renseignements, commençât par l'assimiler à une fontaine publique, dans laquelle chacun pouvait puiser.
Il entretient une relation épistolaire avec Leibniz, qu'il ne connaîtra jamais. L'illustre philosophe, dans un de ses écrits devait déclarer lui manquer et avait témoigné « je trouve votre courtoisie aussi grande que votre érudition, que toute la terre connaît assez ». On peut dire que le savant compta parmi ses amis dévoués, Mabillon, Germain (auteur du Monasticon Gallicanum), d'Achery, tous bénédictins.
Il est finalement passé à la postérité comme linguiste philologue, laissant plusieurs dictionnaires et glossaires latins et grecs. Il se livra par ailleurs à des recherches sur l'antiquité et le Moyen Âge et fût surnommé le Varron français. Son œuvre permet de comprendre le passage opéré en France du latin classique au latin impérial, puis au latin médiéval et finalement au français.
Du Cange est parmi les historiens les plus cités par Edward Gibbon dans son ouvrage « Histoire de la Décadence et de la chute de l'Empire romain ». Dans une note, Gibbon en parle comme de notre « sûr et infatigable guide au Moyen Âge et dans l'Histoire byzantine ».
En 1669, Du Cange fuit la peste qui ravageait Amiens et la Picardie. Il meurt à Paris en 1688, dans l'année de ses 78 ans, des suites d’une rétention d’urine. Son épitaphe était visible dans l'église Saint Gervais de Paris, où le rejoignirent son épouse et l'un de ses fils.

## Œuvres publiées

### Publications sur papier
- Illyricum vetus & novum, sive Historia regnorum Dalmatiae, Croatiae, Slavoniae, Bosniae, Serviae, atque Bulgariae atque Bulgariae, locupletissimis accessionibus avcta atque a primus temporibus, usque ad nostram continuata aetatem. POSONII typis hæredum royerianorum, anno MDCCXLVI
- Glossarium mediæ et infimæ latinitatis, 1678 - 1887 (nombreuses rééditions augmentées). 1883-1887, édition de Favre, 10 volumes : consultable en mode texte (avec aide à la saisie des entrées) par l'École nationale des chartes, consultable en mode image (Gallica) (voir détails[3]) et enfin consultable au format PDF (images téléchargeables, 7 volumes)  (université Stanford). Le principal ouvrage de du Cange et le plus connu, publié pour la première fois de son vivant, à partir de 1678 à Paris et en 3 volumes in-folio. Dans cet ouvrage, l'auteur explique les mots latins dont la signification a été détournée avec le temps, interprète les termes étrangers naturalisés latins par le droit de conquête. Il complète ces explications par de copieux articles sur la théologie, la jurisprudence, les mœurs du Moyen Âge, les usages de la vie publique ou privée, le rite des églises et l’étiquette des cours, les dignités civiles, ecclésiastiques ou militaires. Cet ouvrage, novateur pour son temps, a été réédité à de nombreuses reprises, en 1733, 1766, 1840 et à partir de 1883. Au fil des rééditions successives, il a doublé dans son ampleur[4].
- Traité historique du Chef de Saint Jean-Baptiste, 1665, Paris, Sébastien Cramoisy, un volume in quarto, 264 pages,  lire en ligne ;
- Histoire de Saint Louis, Roi de France, par Jean de Joinville, publiée par Charles du Fresne du Cange, 1668, Paris, Sébastien Cramoisy, un volume in-folio (réédité en 1688 et en 1761) ;
- Histoire de l’Empire de Constantinople sous les empereurs français, 1657, un volume in folio faisant suite à Histoire de la conquête de Ville-Hardouin
- Historia byzantina, (Histoire byzantine), 1680, Paris, Louis Billaine, deux parties en un volume in fol., lire en ligne la première partie , lire en ligne la seconde partie ;
- Zonaras, 1686, 2 vol. in-fol.
- Glossarium mediæ et infimæ græcitatis, 1688, 2 vol. in-fol., ouvrage sur la langue grecque indispensable pour la lecture des écrits du Moyen Âge
- Le Glossarium latinitatis a été abrégé par Johann Christoph Adelung et réimprimé, avec de nombreuses additions, par les Bénédictins, 1733-1736 (dont Maur Dantine), et par G. A. Louis Henschel, chez MM. Didot 1840-1861, 8 vol. in-4 ;
- Histoire de l'état de la ville d'Amiens et de ses comtes, 1840, Amiens, Duval & Herment, VIII+L+498 p. [5] ;
- Les Familles d'Outre-Mer de Du Cange, publié par Emmanuel-Guillaume Rey, 1869, Paris, Imprimerie impériale, IV+998 p[6]
- Histoire des comtes de Ponthieu et de Montreuil, par du Cange, préface et notes par M. l'abbé A. Le Sueur, 1916, Abbeville, imprimerie F. Paillart, VI+XXX+283 p. [7] ;

### Publication en ligne
- Édition électronique en ligne sur le site de l'École nationale des chartes, édition sous la direction scientifique d'Anita Guerreau-Jalabert : lire en ligne

## Fonds manuscrit de du Cange

### L'oubli
Après la mort de Charles du Cange, ses livres, autographes et manuscrits, passèrent à Philippe du Fresne, son fils aîné, homme instruit également et qui décéda quatre ans après son père, le 22 juin 1692 exactement, sans avoir été marié. La bibliothèque fut alors vendue, et les manuscrits achetés par l'abbé de Camps qui n'en fit aucun usage. François du Fresne, frère de Philippe, s'était cependant réservé un exemplaire du Villehardouin, préparé pour une seconde édition, le manuscrit d'Amiens et des comtes de Ponthieu ; un portefeuille contenant les titres de l'histoire de Picardie ; et nombre de papiers regardés alors comme inutiles, et qui restèrent dans l'oubli jusqu'à sa mort le 15 janvier 1736.

### Des manuscrits qui passent de mains en mains
La mémoire de Charles du Cange était réduite à la célébrité si justement méritée par ses ouvrages imprimés, lorsque Jean-Charles du Fresne d'Aubigny, son arrière-neveu, parcourant, vers 1735, les bibliothèques des historiens de France du P. le Long, no 16236, et la bibliothèque ecclésiastique de Dupin, tome III, page 42, y trouva l'indication de plusieurs manuscrits de du Cange, conservés dans la bibliothèque de l'abbé de Camps et autres.
Ces deux indications lui firent penser qu'il restait encore des ouvrages inconnus ; il apprit que les manuscrits de Charles du Cange avaient été vendus à deux reprises. Une première fois en 1715 ou 1716, l'abbé de Camps vendit alors à M. Miette, libraire sa bibliothèque, avec une portion des manuscrits de Charles du Cange, lesquels furent achetés, dans le moment même, par ordre du baron Hohendorff, pour le prince Eugène. Après la mort de l'abbé de Camps, le 15 août 1723, l'abbé Denison son neveu, chanoine de Notre-Dame, trouva dans la maison les restes de ces manuscrits : il en proposa l'acquisition au même Mariette qui les revendit à M. d'Hozier.
M. d'Aubigny s'adressa d'abord à M. d'Hozier, et après plusieurs conversations, il comprit que sa politesse et sa générosité l'auraient porté à lui remettre le tout, ou partie de ce qu'il possédait de ces manuscrits s'ils n'eussent été employés sur l'inventaire fait après le décès de son épouse dont il devait compte à ses enfants. M. d'Aubigny obtint alors par l'intervention de M. le chancelier, à qui M. d'Hozier remit trois volumes du recueil de du Cange, marqués sur le dos des lettres C, D, E, un portefeuille, valeur de deux volumes contenant une grande partie d'un ouvrage que M. du Cange nommait « Catalogue historique » ; plusieurs pièces détachées, et enfin le précieux manuscrit des familles d'Orient. M. le chancelier rendit tous ces volumes à M. d'Aubigny, l'assurant qu’il pouvait l'employer sur ce sujet en toute occasion.
L'année suivante 1736, François du Fresne étant décédé le 15 janvier, M. d'Aubigny acquit à son inventaire, parmi les livres et les manuscrits qui s'y trouvèrent, tous ceux où il aperçut l'écriture de M. du Cange. Il acquit ainsi le fond d'un nobiliaire historique de la France, d'un traité du droit des armoiries, et d'autres ouvrages importants ; même les titres domestiques de la famille de du Cange, et ceux de la famille de Rely, qui était le nom de sa mère.
Le manuscrit des comtes d'Amiens, avec le portefeuille des titres, demeura encore entre les mains du fils de François du Fresne. M. d'Aubigny, informé qu'il écoutait des propositions que lui faisaient des Anglais pour l'acquisition de ce manuscrit, lui offrit beaucoup plus, et en argent comptant que ce que les Anglais lui proposaient, sous condition expresse et absolue de lui remettre tout ce qu'il aurait de manuscrits et d'imprimés où se trouverait de l'écriture de son grand-oncle. La proposition fut acceptée, M. du Cange remit le volume en question, des comtes d'Amiens, de Ponthieu, le portefeuille contenant les titres pour l'histoire de Picardie, de plus une histoire des évêques d'Amiens jusqu'en 1354, une histoire de la ville d'Amiens par la Morlière, chargée de notes et corrections de M. du Cange, deux volumes du recueil alphabétique marqués des lettres M. & P., plusieurs... [Il manque la page 183 du livre Essai historique sur la bibliothèque du Roi].

### Les manuscrits remis au roi de France
... chargea M. Langlois d'en conférer au plus tôt, en son nom, avec le marquis de Puysieulx, et cette conférence eut son effet. Ce ministre écrivit à M. le marquis de Stainville (connu depuis sous le nom du duc de Choiseul) au nom du roi, pour obtenir au moins la communication de ces manuscrits. M. le marquis de Stainville en instruisit la cour de Vienne, et reçut en réponse à peu près ce qui suit : Leurs majestés impériales, qui sont charmées de toutes les occasions qui se peuvent présenter d'obliger la cour où vous êtes, ont donné ordre que les manuscrits du célèbre du Cange fussent envoyés incessamment. La caisse est préparée, et ils doivent partir, &c. Lorsque les manuscrits furent arrivés, M. le marquis de Puysieulx et M. le comte d'Argenson en rendirent compte au roi ; sa majesté entendit avec plaisir le rapport qu'ils lui en firent, les chargea de faire passer par le même canal ses remerciements à leurs majestés impériales et consentit que la caisse fut remise au neveu de M. du Cange. Celui-ci, après avoir examiné à loisir ce que contenaient ces onze manuscrits et satisfait d'avoir presque tout réuni, signala sa reconnaissance, en les offrant au roi, qui voulut bien les accepter pour sa bibliothèque ; en conséquence, le 11 février 1756, ces différents manuscrits, au nombre de cinquante volumes furent remis à la bibliothèque du roi par M. du Fresne d'Aubigny, à qui Sa Majesté accorda 3 000 £ de rente viagère, dont 1 000 £ réversibles à un neveu, officier dans les gardes françaises, pour le récompenser et le dédommager de ce que lui avait coûté la réunion de ces précieux manuscrits et des soins qu'il avait pris pour y parvenir.
Ces manuscrits peuvent être divisés en trois classes : la première concerne l'histoire de France en général ; la seconde, l'histoire générale de la Picardie ; la troisième, tout ce qui se trouve n'avoir aucun rapport ni à l'histoire de France, ni à l'histoire de Picardie. L'importance de ce beau recueil nous a encouragés à entrer dans ces détails, peut-être trop longs, mais nécessaires pour connaître tout le prix des différents manuscrits d'un des hommes les plus célèbres que la France ait jamais eus.
Par une lettre de M. Bigot, du 14 septembre 1685, on apprend que M. du Cange a travaillé sur les manuscrits grecs de la bibliothèque du roi ; M. Bigot lui en parle en ces termes : avez-vous achevé le catalogue de tous les manuscrits grecs de la bibliothèque du roi ? En effet, presque tous les manuscrits grecs de ce vaste dépôt sont enrichis de notices écrites de la main du célèbre du Cange.
[1] Charles du Fresne, seigneur du Cange, Recueil de du Cange sur la maison de Rely.

## Une œuvre, monument d'érudition

### Linguistique et philologie
- Glossarium ad scriptores mediae et infimae latinitatis, in quo, etc.,
- Glossarium ad scriptores mediæ et infimæ græcitatis; accidit appendix ad glossarium mediæ et infimæ latinitatis, una cum brevi etymologico lingæ gallicæ ex utroque glossario, (Paris, 1688, 2 vol. in-fol.) qui connut un grand succès parmi les savants européens.

Ces œuvres permettent de comprendre le passage opéré, en France, du latin classique au latin impérial, puis au latin médiéval et finalement au français.

### Histoire de l'empire byzantin
- Histoire de l’Empire de Constantinople sous les empereurs français, avec une version nouvelle de Geoffroi de Villehardouin, soldat-historien de la conquête,
- Édition de Jean Cinnamus, historien des empereurs Jean et Manuel Comnène, avec traduction latine en regard du texte grec, accompagnée de notes historiques et philologiques sur l’ouvrage lui-même et sur Nicéphore Brienne et Anne Comnène, (Paris, Imprimerie royale, 1670),
- Description de Sainte-Sophie, par Paul le Silentiaire, texte grec accompagné d’une version latine et suivi d’un riche commentaire.
- Histoire byzantine, (Paris, 1680, in-fol.) avec un double commentaire dont l’un contient, outre les familles et les généalogies des empereurs de Constantinople, avec leurs médailles et quelques portraits, les familles dalmatiques et turques ; l’autre, une description de Constantinople sous les empereurs chrétiens.
- Annalesde Jean Zonaras, édition nouvelle en 2 vol. in-fol., Paris, 1686, texte grec, avec une version latine de Jérôme Wolphius, revue et annotée par Du Cange.
- Chronicon paschale a mundo condito ad Heraclii imperatoris annum vicesimum, (Paris, 1689, in-fol.), texte anonyme de divers auteurs, manuscrit découvert au milieu du XVIIe siècle en Sicile. Du Cange, en réimprima le texte corrigé, avec une nouvelle traduction latine, accompagnée de notes historiques et chronologiques. Il est à la fois une chronique sèche et une supputation des années, des mois et des lunes, afin de trouver les jours auxquels on doit célébrer Pâques et les fêtes mobiles.

### Histoire de l'Orient latin

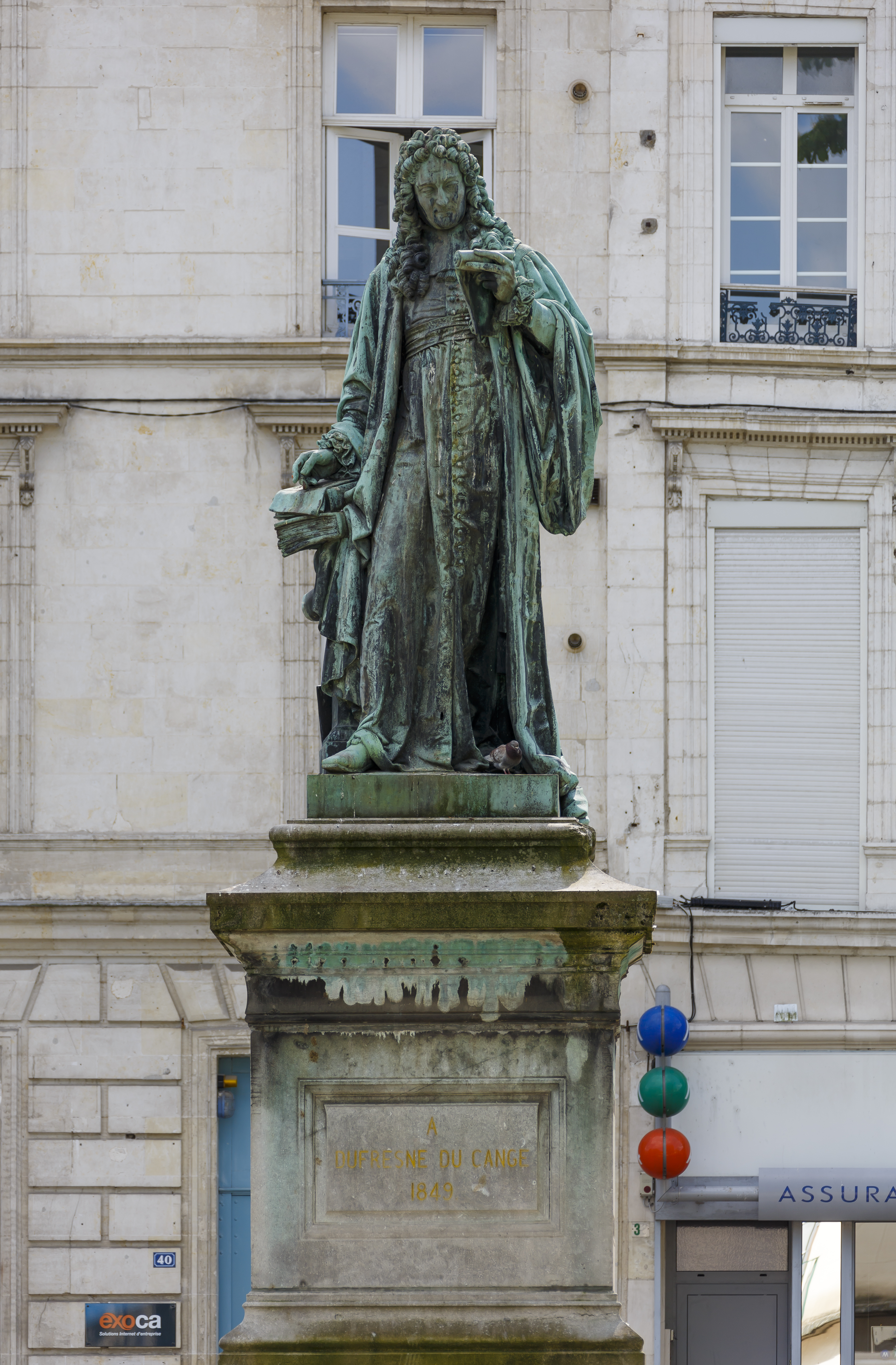
Statue de Dufresne du Cange par Théophile Caudron, square Saint-Denis d'Amiens.

- Histoire des principautés et des royaumes de Jérusalem, de Chypre et d’Arménie sous les princes latins, Les recherches de du Cange sur ce sujet ont été publiées, plus d'un siècle et demi après sa mort, par Emmanuel Guillaume Rey, en 1869, sous le titre Les Familles d'Outre-Mer de du Cange.

### Histoire de France
- Recueil de matériaux pour une histoire de France par dignités,
- Traité du droit des armes[8].

### Histoire de la Picardie
- Histoire des comtes d’Amiens, des comtes de Ponthieu, des vicomtes d’Abbeville, des seigneurs de Saint-Valéry, etc.
- Projet d’une histoire de Picardie,

### Ouvrage familial
- Recueil de du Cange sur la Maison de Rely (manuscrit conservé à la Bibliothèque de l'Arsenal, à Paris).

### Ouvrages inachevés
- Ébauche d’un dictionnaire universel sur différentes matières, continué depuis A jusqu’à V,
- Esquisse d’une géographie universelle de la Gaule,

## Hommages posthumes
- Louis XIV accorda une pension de 2 000 livres à ses quatre enfants.
- Une rue du quatorzième arrondissement de Paris, la ville où il est mort, porte son nom, la Rue du Cange ;
- À Amiens, sa ville natale, son nom a été donné à un boulevard, et une statue en bronze, œuvre de Théophile Caudron, a été érigée à sa mémoire en 1849, à l'instigation de la Société des Antiquaires de Picardie.